# Салымбеков, Аскар Мааткабылович
Аскар Мааткабылович Салымбеков (род. 5 февраля 1955, Кара-Суу, Тянь-Шанская область) — киргизский общественный деятель и меценат, почётный президент Ассоциации «Дордой». Герой Труда Кыргызской Республики (2025).

## Биография
- 1977—1979 — Секретарь комитета комсомола Кыргосинститута физической культуры;
- 1979—1981 — Секретарь комитета комсомола Кыргызский мединститут;
- 1981—1986 — Зав. отделом ЦК ЛКСМ Киргизии;
- 1986—1991 — Председатель Фрунзенского городского спорткомитета;
- 1991—1999 — Президент Ассоциации «Дордой»;
- 1999—2005 — Губернатор Нарынской области Кыргызской Республики;
- 2005 (апрель-август) — Исполняющий обязанности мэра города Бишкек[1];
- 2005—2009 — Депутат Жогорку Кенеша КР;
- С 2007 года — Депутат Жогорку Кенеша КР, в 2007—2009 гг. — председатель Комитета по региональному развитию и местному самоуправлению ЖК, в 2009 году — председатель Комитета по аграрной политике, региональному развитию и экологии ЖК[2].

## Звания и награды
- Герой Труда («Эмгек Баатыры») Кыргызской Республики (2025 год)[3];
- Орден «Манас» III степени (2019 год, Кыргызстан) — за большие достижения на Кубке Азии по футболу 2019 года, большой вклад в развитие физической культуры и спорта, подготовку квалифицированных спортсменов республики и безграничную преданность футболу.[4]
- Медаль «Данк» (2001, Кыргызстан)[5]
- Заслуженный работник местного самоуправления Кыргызской Республики (2009)[5]
- медали, в том числе:
  - «Трудовая доблесть»;
  - Золотая медаль лауреата Нобелевской премии экономиста В. Леонтьева;
- орден Российской Федерации «Почётный гражданин России»;
- орден Международной Ассамблеи столиц и крупных городов «За вклад в устойчивое развитие городов СНГ»;
- орден Риу-Бранку (Бразилия).
- Почётный гражданин города Бишкек[6].